# Letiště Mohammeda V.
Mezinárodní letiště Mohammeda V. (IATA: CMN, ICAO: GMMN) je mezinárodní letiště v Casablance v Maroku. Nachází se v provincii Nouaceur a provozuje ho ONDA (Národní úřad správy letišť).
V roce 2014 prošlo letištěm necelých 8 milionů cestujících, což z něj činí nejrušnější letiště v Maroku a čtvrté nejrušnější v Africe. Letiště slouží jako uzel pro společnosti Royal Air Maroc, Royal Air Maroc Express a Air Arabia Maroc. Je pojmenováno po marockém králi Muhammadovi V., který stál v čele úspěšné cesty za nezávislostí země na francouzské a španělské koloniální nadvládě.

## Historie

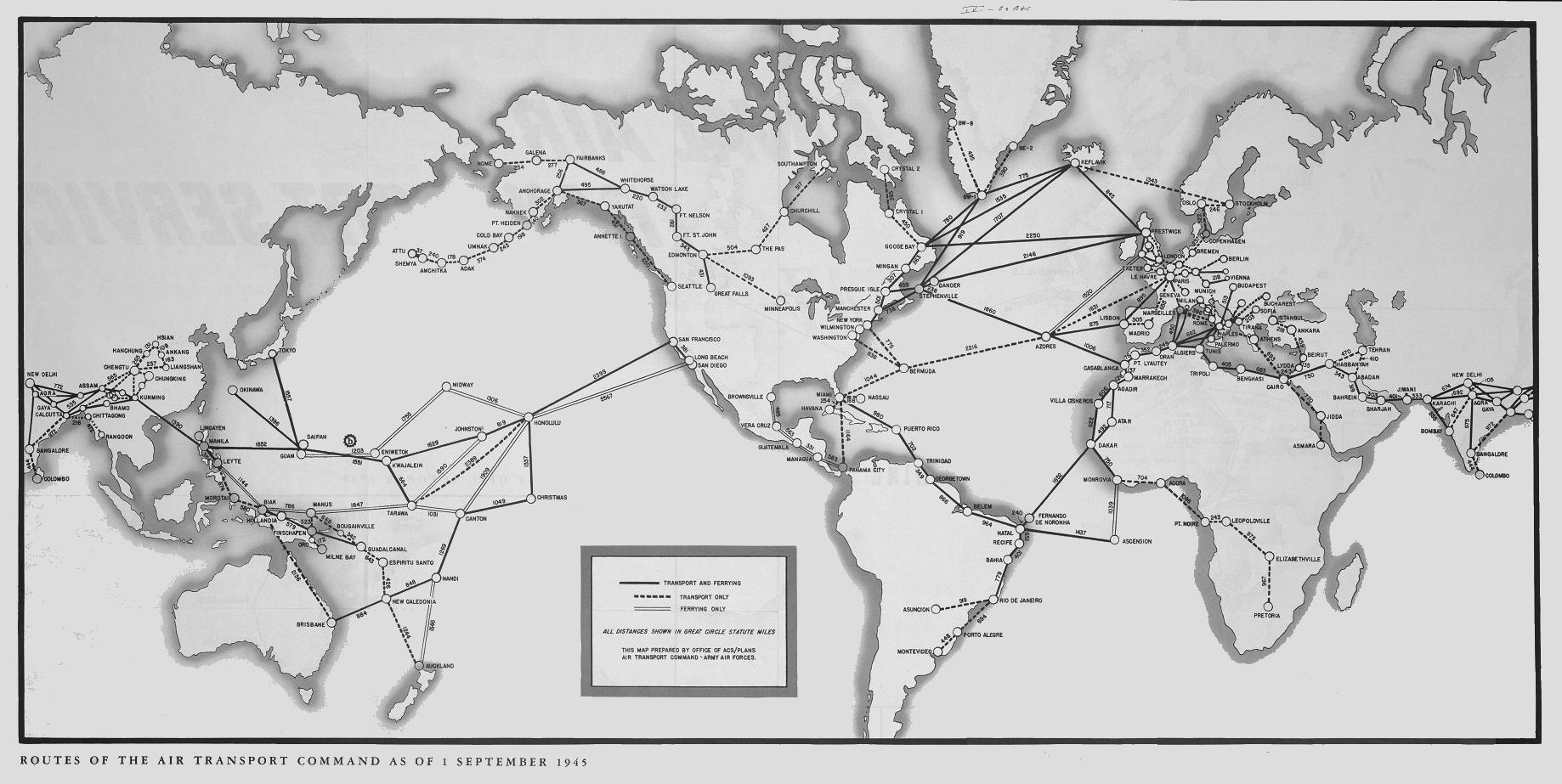
Transatlantické trasy z Casablanky, září 1945

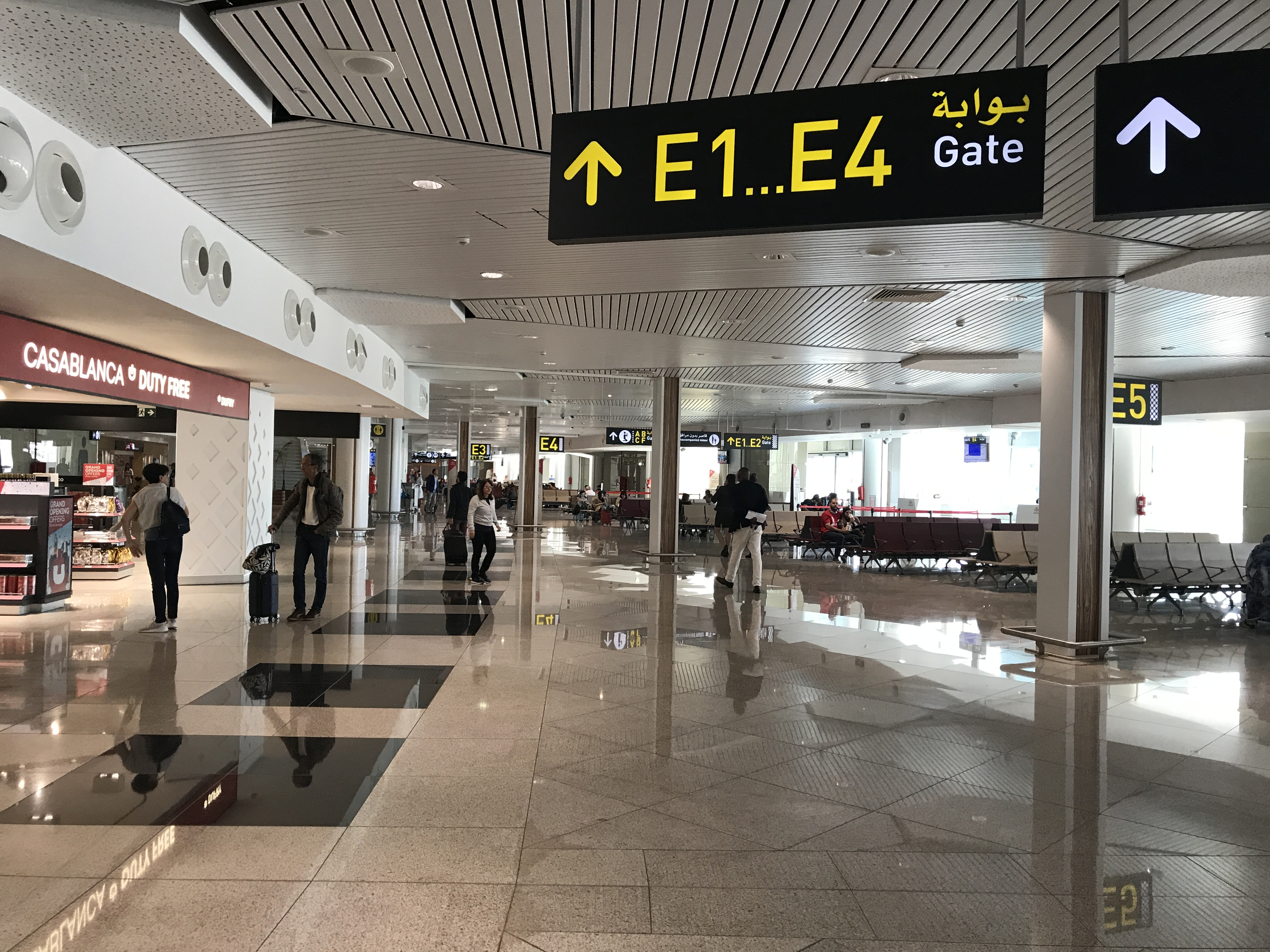
Interiér Terminálu 1

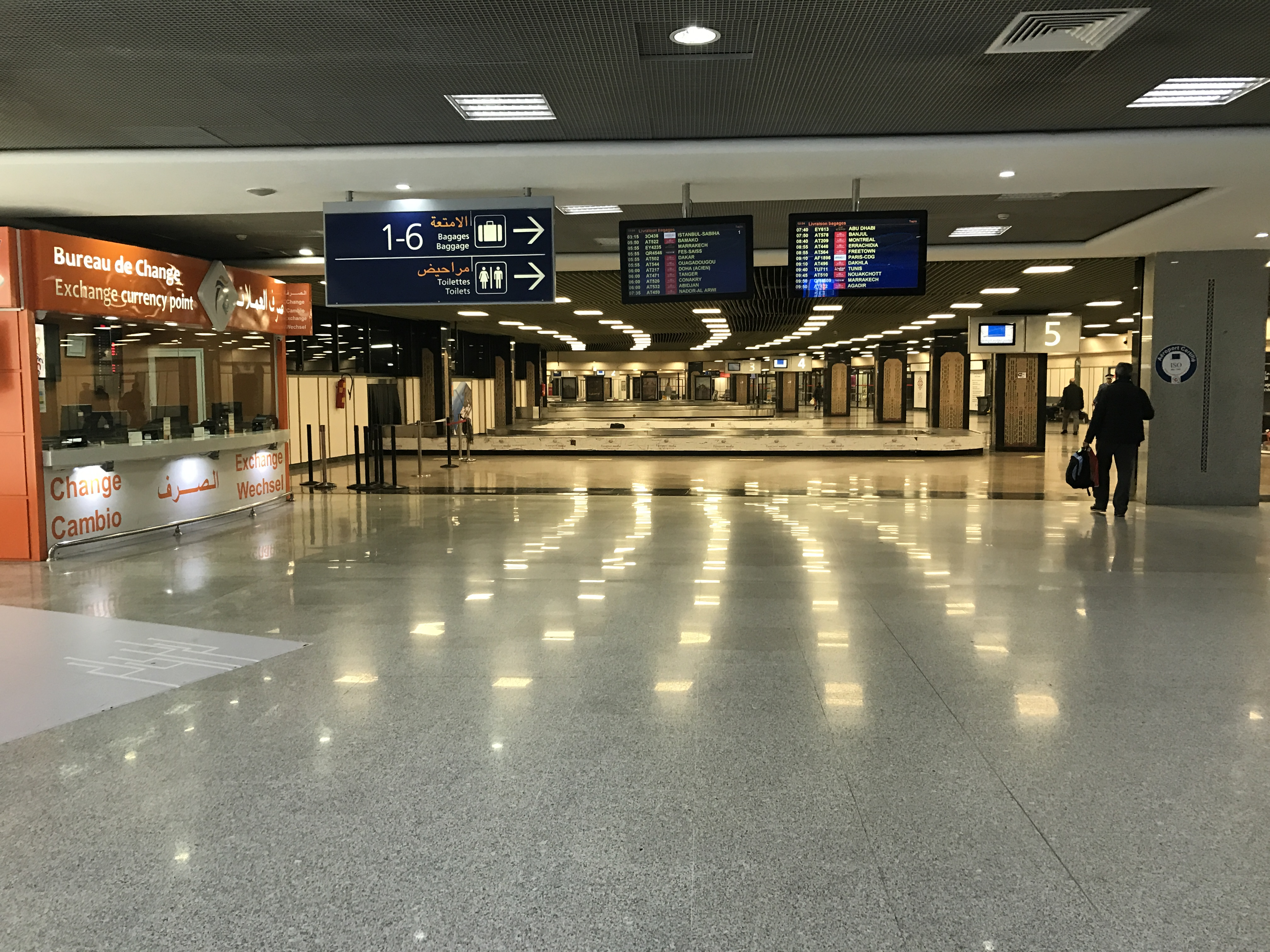
Příletová hala

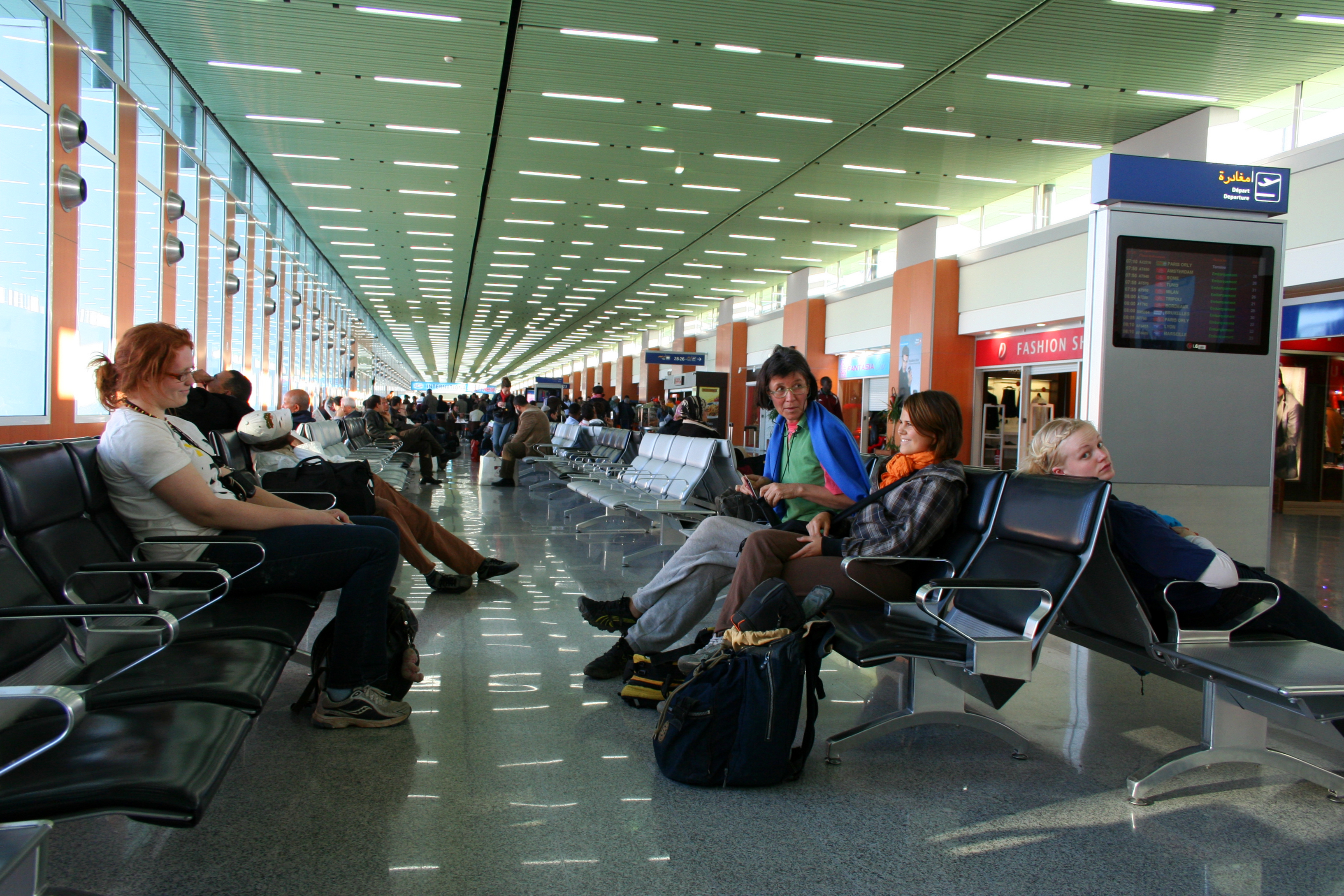
Odletové brány

### Čtyřicátá léta
Letiště Mohammeda V. v Casablance bylo původně vybudováno Spojenými státy na začátku roku 1943 po operaci Torch během druhé světové války. Neslo název Berrechid Airfield a sloužilo jako pomocné letiště pro casablanské letiště Anfa. Letiště odbavovalo nejrůznější vojenskou dopravu jako mezipřistání na cestě na letiště Port Lyautey a na letiště v Marrákeši na severoafrické trase Káhira-Dakar. Kromě toho bylo konečnou stanicí transatlantických letů na středoatlantické trase přes Azory do Nového Skotska a na letiště na východním pobřeží Spojených států.S koncem války v roce 1945 bylo letiště předáno civilní administrativě.

### Padesátá léta
Během studené války na počátku a v polovině 50. let 20. století bylo letiště znovu otevřeno jako Letecká základna Nouasseur a sloužilo jako základna strategického letectva Spojených států pro bombardéry B-47 Stratojet namířených na Sovětský svaz. Tyto operace se později přesunuly na leteckou základnu Ben Guerir.
Po ukončení činnosti francouzské vlády v Maroku a získání marocké nezávislosti v roce 1956, požadovala vláda Mohameda V., aby se americké letectvo stáhlo ze svých základen v Maroku, na čemž trvalo po americké intervenci v Libanonu v roce 1958. Spojené státy souhlasily s odchodem v prosinci 1959 a roku 1963 z Maroka zcela odešly. Spojené státy se domnívaly, že vzhledem k dlouhému doletu letounů B-52 a dokončení španělských základen v roce 1959 již marocké základny nejsou důležité.

## Pozemní doprava

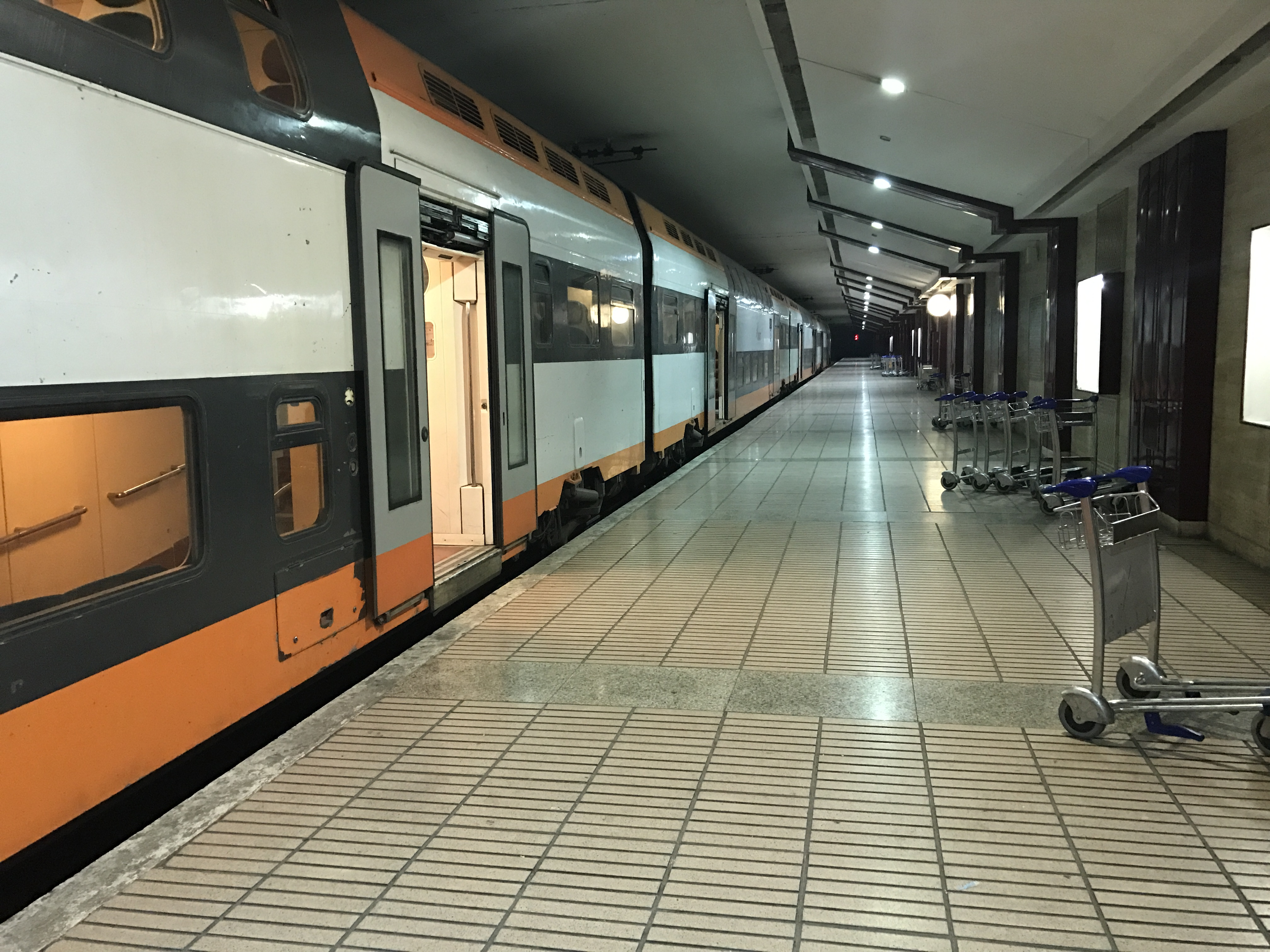
Vlakové nádraží na letišti

### Železnice
Vlaková linka Al Bidaoui, kterou provozuje společnost ONCF od 4:00 do 23:00, jezdí každou hodinu a spojuje letiště se dvěma hlavními železničními stanicemi v Casablance: Casa-Port a Casa-Voyageurs.

### Silniční doprava
- Z Casablanky po dálnici A3;
- z Rabatu po dálnici A1 přes Tit Mellil nebo po silnici N9;
- z Beni Mellal po dálnici A4;
- z Marrákeše po dálnici A3
- z Džadídy po dálnici A1 a dálnici A3.

## Incidenty a nehody
- 1. dubna 1970 havaroval letoun SE-210 Caravelle společnosti Royal Air Maroc při přiblížení na letiště, když pilot ve výšce asi 500 stop ztratil kontrolu nad letadlem. Trup letadla se rozlomil na dvě části. 61 z 82 cestujících a členů posádky zahynulo. [4][5]